# Szyfry wojny
Szyfry wojny (ang. Windtalkers) – amerykański dramat wojenny z 2002 roku w reżyserii Johna Woo.

## Fabuła
II wojna światowa, Amerykanie postanawiają wykorzystać język nawaho (język Indian Nawaho) jako szyfr wojenny. Grupa Indian zostaje przeszkolona jako szyfranci (ang. code talkers). Każdy z nich dostaje opiekuna, którego celem jest ochrona „szyfru” przed wpadnięciem w ręce wroga – nawet za cenę życia podopiecznego.
Amerykański sierżant (Nicolas Cage) otrzymuje od swych przełożonych zadanie: w bitwie o Saipan ma chronić młodego Indianina z plemienia Nawahów (Adam Beach), który jest szyfrantem.

## Obsada
- Nicolas Cage: sierżant Joe Enders
- Christian Slater: sierżant Ox Henderson
- Adam Beach: szeregowy Ben Yahzee
- Peter Stormare: sierżant Hjelmstad
- Noah Emmerich: szeregowy Chick
- Mark Ruffalo: szeregowy Pappas
- Brian Van Holt: szeregowy Harrigan
- Martin Henderson: szeregowy Nellie
- Roger Willie: szeregowy Charlie Whitehorse
- Darrel Guilbeau: oficer
- Scott Atkinson: sierżant sztabowy obozu Tarawa
- Frances O’Connor: Rita
- Billy Morts: Fortino
- Cameron Thor: Mertens
- Holmes Osborne: pułkownik Hoolings